# دکتر (فیلم ۱۹۶۳)
دکتر (انگلیسی: Doctor) یک فیلم از سینمای هند به زبان مالایالم است که در سال ۱۹۶۳ میلادی به کارگردانی ام.اس. مانی منتشر شد.